# زوفا ملتبسة
زوفا ملتبسة (الاسم العلمي:Hyssopus ambiguus) هي نوع من النباتات يتبع جنس الزوفا من الفصيلة الشفوية.